# Kirchenthumbach
Kirchenthumbach è un comune tedesco di 3 346 abitanti, situato nel land della Baviera.